# Jakow Swierdłow
Jakow Michajłowicz Swierdłow (ros. Яков Михайлович Свердлов, ur. 22 maja?/3 czerwca 1885 w Niżnym Nowogrodzie, zm. 16 marca 1919 w Orle) – rosyjski polityk pochodzenia żydowskiego, jeden z przywódców bolszewików. Przewodniczący Wszechrosyjskiego Centralnego Komitetu Wykonawczego w latach 1917–1919.

## Życiorys

### Młodość i wczesna działalność rewolucyjna
Był drugim synem żydowskiego rzemieślnika z Niżnego Nowogrodu. Jego ojciec związany był z tajnymi organizacjami rewolucyjnymi i jako grawer wykonał wiele fałszywych pieczęci, które służyły do podrabiania carskich dokumentów urzędowych. Ukończył pięć klas gimnazjum w Niżnym Nowogrodzie, po czym został pomocnikiem aptekarza. Naukę przerwał z powodu niskich ocen, wysokiej absencji i złych relacji z nauczycielami. W 1901 r. wstąpił do Socjaldemokratycznej Partii Robotniczej Rosji. Po roku był zawodowym działaczem partyjnym: zajmował się prowadzeniem nielegalnej drukarni, rozprowadzał prasę partyjną, zdobywał fundusze dla organizacji.
Brał udział w rewolucji 1905 roku na Uralu i w wydawaniu „Prawdy”. Był kilkakrotnie aresztowany, kilka razy uciekał z więzień. Wydany przez prowokatora Romana Malinowskiego, został zesłany w 1911 na Syberię, do Turuchańska. Karę odbywał wspólnie ze Stalinem. W 1912 r. został wybrany, początkowo zaocznie, do Komitetu Centralnego partii bolszewickiej. W roku następnym partia rozpatrywała możliwość zorganizowania ucieczki Swierdłowa i Stalina, ostatecznie jednak Swierdłow przebywał na zesłaniu do 1917 r. Został zwolniony po rewolucji lutowej i obaleniu caratu, na mocy amnestii ogłoszonej przez Rząd Tymczasowy.

### 1917 r.
Początkowo Jakow Swierdłow stanął na czele organizacji partyjnej na Uralu, 29 marca Jakow Swierdłow przybył do Piotrogrodu na wszechrosyjski zjazd rad delegatów robotniczych i żołnierskich, gdzie odczytał rezolucję rady krasnojarskiej, potępiającej imperialistyczny charakter trwającej wojny. Po zakończeniu prac zjazdu z polecenia partii udał się do Jekaterynburga. W dniach 14–15 kwietnia 1917 r. został wybrany na członka Uralskiego Komitetu Obwodowego partii i do końca miesiąca był jednym z przywódców bolszewików na Uralu. W końcu kwietnia 1917 r. brał udział we wszechrosyjskiej konferencji partyjnej w Piotrogrodzie, reprezentując Ural. To wówczas spotkał się z Leninem i został jednym z najbliższych współpracowników Lenina, który cenił sobie jego znakomitą, encyklopedyczną pamięć. Został wybrany do partyjnego Komitetu Centralnego i objął stanowisko jego sekretarza. W wyborach do dum miejskich i rejonowych został zastępcą przewodniczącego dumy rejonu piotrogrodzkiego stolicy (obejmującego Wyspę Piotrogrodzką). Kierował delegacją bolszewicką na I Wszechrosyjski Zjazd Rad w dniach 3–24 czerwca 1917 r.
Po kryzysie lipcowym, aresztowaniu części liderów partyjnych i ucieczce Lenina z Piotrogrodu do kryjówki w Razliwie Swierdłow faktycznie kierował działalnością partii w Piotrogrodzie. W sierpniu tego samego roku spólnie z Feliksem Dzierżyńskim, Wiaczesławem Mienżyńskim oraz Andriejem Bubnowem prowadził wewnątrzpartyjne postępowanie oceniające poczynania bolszewickiej Organizacji Wojskowej podczas kryzysu i w poprzednich tygodniach. Być może w związku z życzeniem Lenina działacze Organizacji Wojskowej nie zostali ukarani za niesubordynację i działania na własną rękę w okresie poprzedzającym kryzys, przypomniano jedynie, iż ich obowiązkiem było realizowanie poleceń komitetu centralnego. Kontrolę nad Organizacją Wojskową i jej pismem Sołdat w imieniu KC powierzono Swierdłowowi oraz Dzierżyńskiemu.
Na przełomie lipca i sierpnia 1917 r. Swierdłow przewodniczył pracom VI partyjnego kongresu. Następnie brał udział w organizowaniu oddziałów Czerwonej Gwardii, przygotowaniach do odparcia wystąpienia Korniłowa.

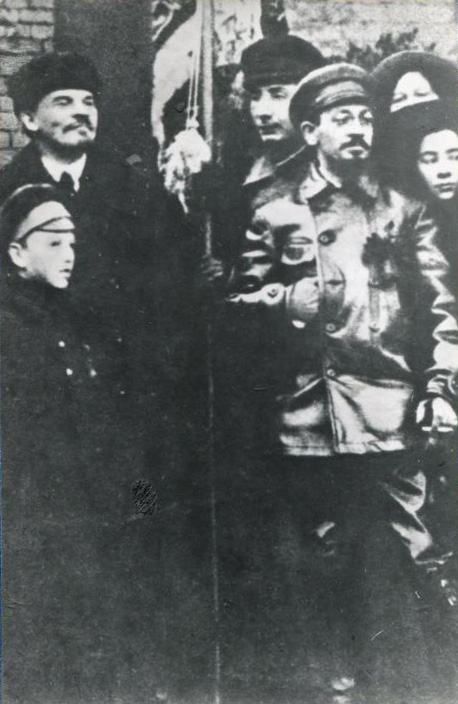
Jakow Swierdłow i Włodzimierz Lenin podczas uroczystości rocznicy rewolucji, 7 listopada 1918

Wspólnie z Galiną Flakserman zorganizował spotkanie czołowych działaczy partyjnych w mieszkaniu Nikołaja Suchanowa na Wyspie Piotrogrodzkiej 10/24 października 1917 r., podczas którego zapadła decyzja o przejęciu przez bolszewików władzy drogą zbrojnego przewrotu. Następnie wszedł w skład Piotrogrodzkiego Komitetu Wojskowo-Rewolucyjnego, który został utworzony i przybrał ostateczny kształt między 17 października?/30 października 1917 a 21 października?/3 listopada 1917 Brał udział w ostatnich przygotowaniach do zbrojnego wystąpienia bolszewików i ich zwolenników; 24 października?/6 listopada 1917 był jednym z autorów wezwania do żołnierzy, by stanęli po stronie Piotrogrodzkiej Rady Delegatów Robotniczych i Żołnierskich przeciwko Rządowi Tymczasowemu. Podczas przewrotu przebywał w Instytucie Smolnym razem z innymi przywódcami partii. Następnie w imieniu Komitetu Wojskowo-Rewolucyjnego poinformował organizacje bolszewickie w całym kraju o obaleniu Rządu Tymczasowego, wezwał w proklamacji do przejmowania władzy w terenie. Był przewodniczącym frakcji bolszewickiej na II Zjeździe Rad.

### Po rewolucji październikowej
Bezpośrednio po przejęciu władzy przez bolszewików Swierdłow był początkowo zwolennikiem utworzenia rządu koalicyjnego wszystkich partii socjalistycznych reprezentowanych w Piotrogrodzkiej Radzie Delegatów Robotniczych i Żołnierskich, następnie jednak dał się przekonać Leninowi do zmiany stanowiska i poparcia rządów jedynie z lewicowymi eserowcami. 8 listopada?/21 listopada 1917 po rezygnacji Kamieniewa został przewodniczącym Wszechrosyjskiego Centralnego Komitetu Wykonawczego (WCIK), wskazany na to stanowisko przez Lenina. Do śmierci w 1919 był formalnie głową państwa rosyjskiego.

Za sprawą jego starań Wszechrosyjski Centralny Komitet Wykonawczy wyraził aprobatę dla rozpędzenia Zgromadzenia Konstytucyjnego. Był jednym ze zwolenników podpisania pokoju z Państwami Centralnymi (traktat brzeski) w marcu 1918. 

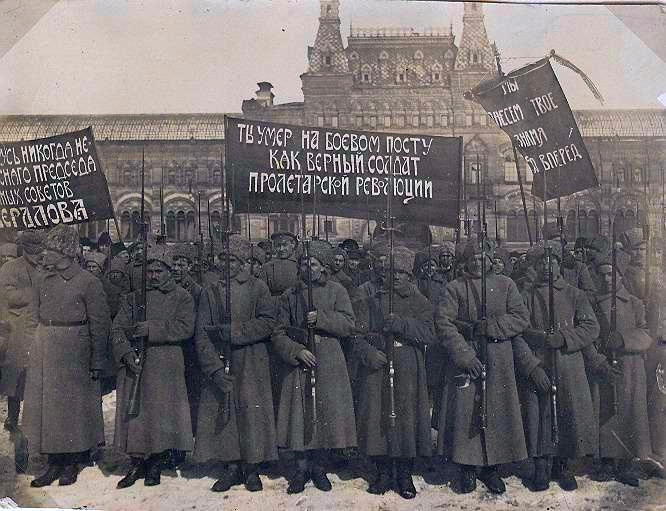
Pogrzeb Swierdłowa; żołnierze zgromadzeni na Placu Czerwonym

4 lipca 1918 r. na polecenie Lenina przekazał lokalnym władzom bolszewickim na Uralu, że mają wolną rękę w postępowaniu wobec zdetronizowanego cara Mikołaja II i jego rodziny, przetrzymywanej w Jekaterynburgu. Oznaczało to faktycznie przyzwolenie na zabójstwo Romanowów; wcześniejszy plan bolszewików, by przeprowadzić pokazowy proces Mikołaja, stał się niemożliwy z powodu buntu Korpusu Czechosłowackiego i sukcesów sił kontrrewolucyjnych na Uralu. Rodzina carska została rozstrzelana 17 lipca 1918. Również 4 lipca 1918 r. Swierdłow, jako przewodniczący WCIK, przewodniczył na V Wszechrosyjskim Zjeździe Rad. Po wybuchu w Moskwie powstania lewicowych eserowców był jednym z przywódców jego tłumienia. 2 września 1918 r., kilka dni po zamachu na Lenina, WCIK na wniosek Swierdłowa przyjął rezolucję, w której zapowiadano politykę czerwonego terroru „przeciwko burżuazji i jej agentom”. Swierdłow odmówił przeprowadzenia wyborów tymczasowego przewodniczącego Rady Komisarzy Ludowych i podczas choroby Lenina sam go zastępował, prowadząc posiedzenia Komitetu Centralnego partii bolszewickiej oraz Rady Komisarzy Ludowych. Brał udział w przygotowaniach do I kongresu Kominternu, w organizacji zjazdów rad robotniczych Łotwy, Litwy i Białorusi oraz w organizacji III zjazdu rad Ukrainy.
Wracając z Charkowa, gdzie odbywał się zjazd, Swierdłow wystąpił na mityngu w Orle; krótko potem, po powrocie do Moskwy, zmarł. Według oficjalnej wersji Swierdłow padł ofiarą pandemii grypy hiszpanki.
Został pochowany przy murze kremlowskim.

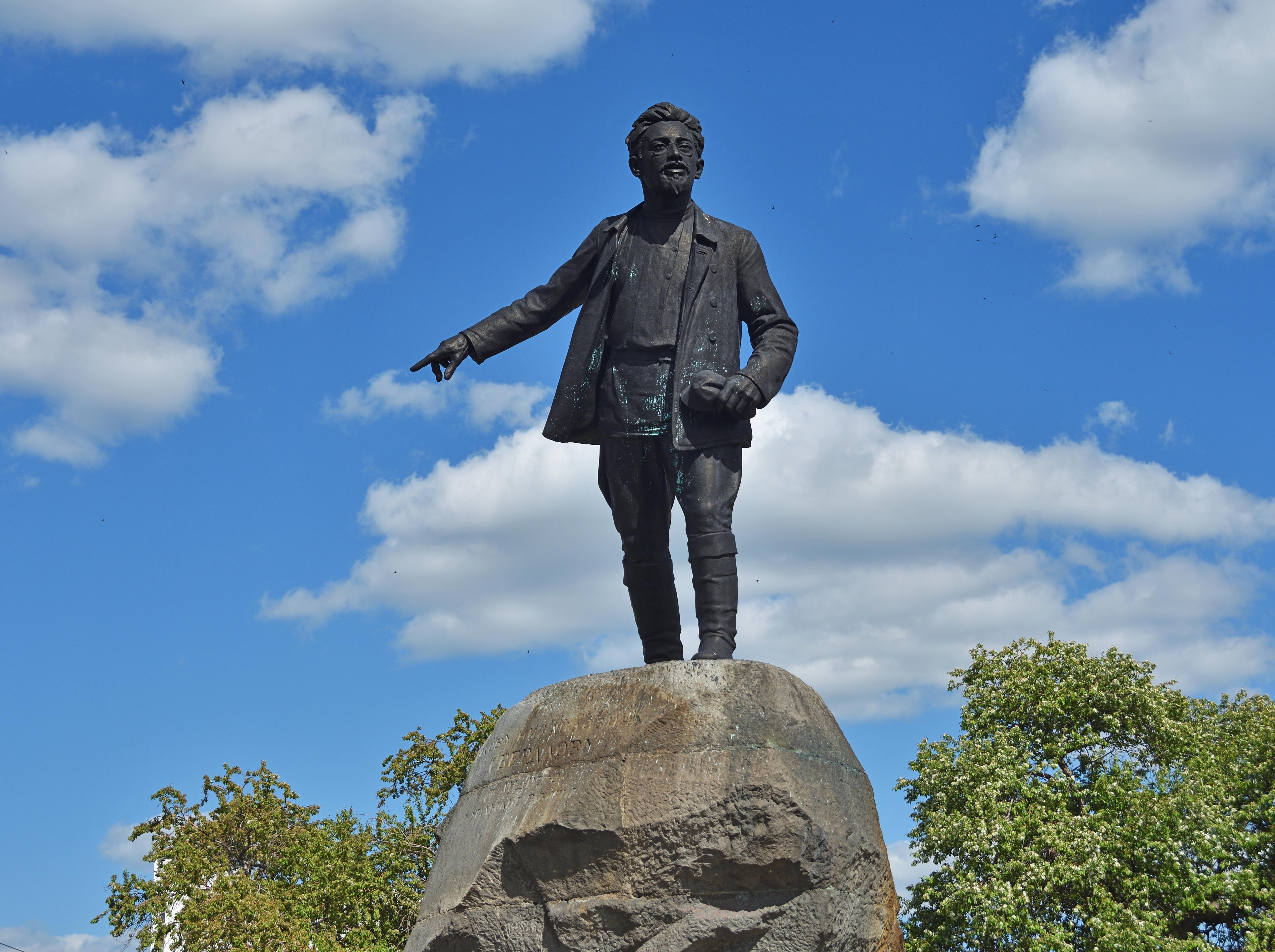
Pomnik Jakowa Swierdłowa w Jekaterynburgu

## Upamiętnienie
- W okresie od 14 listopada 1924 do 6 września 1991 na jego cześć Jekaterynburg nosił nazwę Swierdłowsk. Po zmianie nazwy miasta na historyczną zachowano jednak nazwę obwodu – swierdłowski. Główna stacja kolejowa w mieście do 30 marca 2010 nosiła imię Swierdłowa[19]. W 1927 w mieście pojawił się pomnik bolszewickiego polityka.
- Od 1919 do 1996 jedna z głównych ulic w Charkowie nosiła imię Jakowa Swierdłowa.
- Od 1938 do 2016 jego imieniem nazwano miasto na Ukrainie. Od 12 maja 2016 roku nosi nazwę Dołżańsk.
- Ku jego pamięci został nazwany plac w pobliżu Teatru Bolszoj w Moskwie[20]. Postawiono tu także jego pomnik. W 1990 nazwa placu została zmieniona. W 1991 pomnik Swierdłowa został usunięty i przeniesiony do muzeum. Zdemontowano również popiersie Swierdłowa w podziemnym przejściu moskiewskiego metra.
- Na jego cześć nazwano miejscowość w zachodniej Rosji (obwód kurski) – Swierdłowskij.

## Rodzina
Najstarszym bratem Jakowa Swierdłowa był Zinowij Aleksiejewicz Pieszkow vel Pechkoff (Zalman Swierdłow), francuski generał i dyplomata, współpracownik de Gaulle’a. Drugi brat, Wieniamin, przed rewolucją emigrował do USA i założył tam bank, po 1917 r. za namową brata wrócił do Rosji i objął stanowisko komisarza komunikacji, na którym się nie sprawdził. Padł ofiarą wielkiej czystki.
Żoną Swierdłowa była Kławdija Nowgorodcewa, również działaczka rewolucyjna i partyjna. Mieli syna Andrieja, oficera NKWD i MGB.